# 승리 타점
승리 타점(Game-winning RBI)는 팀의 승리에 결정적 기여를 한 타점을 가리키는 야구 기록이며, 결승타를 친 선수에게 주는 기록이다.

## 예시
- 2-2 동점 상황에서 A 타자가 3-2를 만드는 타점을 올린다.
- 이후 추가득점에 성공하여 5-2로 차이를 벌린다.
- 상대팀이 5-4까지 쫓아왔으나 역전에는 실패, 팀이 승리한다. (이로써 결승타는 A 타자가 친 것이 된다.)
- 그러므로 승리 타점은 A 타자에게 기록된다.

참고로 축구에서 결승골은 3-2를 만드는 세번째 골이 아니고 최종적으로 5-4로 끝났기 때문에 승부를 결정짓는 다섯번째 골이다.

## 같이 보기
- 결승골